# Lotus 101
Der Lotus 101 war ein Formel-1-Rennwagen des britischen Rennstalls Lotus, der in der Formel-1-Saison 1989 eingesetzt wurde.

## Technische Daten
Der Rennwagen war eine Schöpfung des neuen Chefkonstrukteurs Frank Dernie, den Lotus von Williams abgeworben hatte. Die Vertragsverhandlungen waren so langwierig, dass Dernie erst spät mit den Arbeiten am Fahrzeug beginnen durfte. Die Fertigstellung verzögerte sich dadurch so sehr, dass der Wagen vor dem Saisonbeginn nicht mehr getestet werden konnte. Eine Besonderheit des Lotus 101 lag in seinem extrem langen Radstand von 2895 mm, der für eine gute Gewichtsverteilung sorgte. Darüber hinaus war die Fahrzeugfront stark tailliert. Das aus Aluminiumplatten und mit Kohlenstoff- und Aramidfasern verstärktem Kunstharz gefertigte Monocoque war in Zusammenarbeit mit Carbon Industries entwickelt worden. Vier Chassis wurden gebaut.
Angetrieben wurde der Lotus 101 von einem Judd-V8-Saugmotor mit 3496 cm³ Hubraum, wie er schon in der Formel-1-Saison 1988 von Williams, March und Ligier genutzt worden war. Er leistete maximal rund 600 PS (440 kW) bei einer Drehzahl von etwa 11.200/min. Das Getriebe von Hewland hatte sechs Vorwärtsgänge und einen Rückwärtsgang; es wurde manuell geschaltet. Der Tank fasste 195 l. Die Bremsanlage stammte von Brembo, die Stoßdämpfer von Bilstein. Die innenliegenden Federn und Dämpfer an der Vorderachse wurden über Zugstangen betätigt, an der Hinterachse über Schubstangen.

## Sponsor
Hauptsponsoren waren der Tobacco-Konzern mit der Zigarettenmarke Camel sowie das Elektronikunternehmen Epson.

## Saisonverlauf
Tiefpunkt einer ansonsten wechselhaften Saison war die Nichtqualifikation beider Fahrzeuge beim Großen Preis von Belgien, was in der 40-jährigen Teamgeschichte ebenso einmalig war wie in Nelson Piquets gesamter Fahrerkarriere. Trotz Untermotorisierung und schlechten Fahrverhaltens des Lotus 101 holten Piquet und Teamkollege Satoru Nakajima zusammen 15 Weltmeisterschaftspunkte, was Rang sechs in der Konstrukteurswertung bedeutete. In Erwartung besserer Ergebnisse für 1990 wurde der Motorenvertrag mit Judd zum Jahresende aufgekündigt und stattdessen ein solcher mit Lamborghini geschlossen. Zudem verließen beide Fahrer nach der Saison das Team: Piquet ging zu Benetton, Nakajima kam bei Tyrrell unter.
| Fahrer                          | Nr.                             | 1   | 2   | 3   | 4   | 5   | 6   | 7   | 8 | 9   | 10  | 11  | 12  | 13  | 14  | 15  | 16  | Punkte | Rang |
| ------------------------------- | ------------------------------- | --- | --- | --- | --- | --- | --- | --- | - | --- | --- | --- | --- | --- | --- | --- | --- | ------ | ---- |
| Formel-1-Weltmeisterschaft 1989 | Formel-1-Weltmeisterschaft 1989 |     |     |     |     |     |     |     |   |     |     |     |     |     |     |     |     | 15     | 6.   |
| N. Piquet                       | 11                              | DNF | DNF | DNF | 11  | DNF | 4   | 8   | 4 | 5   | 6   | DNQ | DNF | DNF | 8   | 4   | DNF | 15     | 6.   |
| S. Nakajima                     | 12                              | 8   | NC  | DNQ | DNF | DNF | DNQ | DNF | 8 | DNF | DNF | DNQ | 10* | 7   | DNF | DNF | 4   | 15     | 6.   |

| Legende  | Legende            | Legende                                                          |
| Farbe    | Abkürzung          | Bedeutung                                                        |
| -------- | ------------------ | ---------------------------------------------------------------- |
| Gold     | –                  | Sieg                                                             |
| Silber   | –                  | 2. Platz                                                         |
| Bronze   | –                  | 3. Platz                                                         |
| Grün     | –                  | Platzierung in den Punkten                                       |
| Blau     | –                  | Klassifiziert außerhalb der Punkteränge                          |
| Violett  | DNF                | Rennen nicht beendet (did not finish)                            |
| Violett  | NC                 | nicht klassifiziert (not classified)                             |
| Rot      | DNQ                | nicht qualifiziert (did not qualify)                             |
| Rot      | DNPQ               | in Vorqualifikation gescheitert (did not pre-qualify)            |
| Schwarz  | DSQ                | disqualifiziert (disqualified)                                   |
| Weiß     | DNS                | nicht am Start (did not start)                                   |
| Weiß     | WD                 | zurückgezogen (withdrawn)                                        |
| Hellblau | PO                 | nur am Training teilgenommen (practiced only)                    |
| Hellblau | TD                 | Freitags-Testfahrer (test driver)                                |
| ohne     | DNP                | nicht am Training teilgenommen (did not practice)                |
| ohne     | INJ                | verletzt oder krank (injured)                                    |
| ohne     | EX                 | ausgeschlossen (excluded)                                        |
| ohne     | DNA                | nicht erschienen (did not arrive)                                |
| ohne     | C                  | Rennen abgesagt (cancelled)                                      |
| ohne     | keine WM-Teilnahme |                                                                  |
| sonstige | P/fett             | Pole-Position                                                    |
| sonstige | 1/2/3/4/5/6/7/8    | Punktplatzierung im Sprint-/Qualifikationsrennen                 |
| sonstige | SR/kursiv          | Schnellste Rennrunde                                             |
| sonstige | *                  | nicht im Ziel, aufgrund der zurückgelegten Distanz aber gewertet |
| sonstige | ()                 | Streichresultate                                                 |
| sonstige | unterstrichen      | Führender in der Gesamtwertung                                   |